# Berosus exiguus
Berosus exiguus är en skalbaggsart som först beskrevs av Thomas Say 1825.  Berosus exiguus ingår i släktet Berosus och familjen palpbaggar. Inga underarter finns listade i Catalogue of Life.